# Dr. Pyckle and Mr. Pryde
Dr. Pyckle and Mr. Pryde è un cortometraggio muto del 1925 diretto da Scott Pembroke e Joe Rock, prodotto da Joe Rock con Stan Laurel.
Il film è una parodia dei film della serie Dr. Jekyll and Mr. Hyde come Dr. Jekyll and Mr. Hyde del 1912 e Dr. Jekyll and Mr. Hyde del 1920. Tratto dal celebre racconto originale di Robert Louis Stevenson, Lo strano caso del dottor Jekyll e del signor Hyde.
Il cortometraggio fu distribuito il 30 luglio 1925.

## Trama
Il Dr. Stanislaus Pyckle riesce a separare il bene ed il male della natura umana grazie ad un potente farmaco da lui inventato e chiamato Varietà numero 58 del Dr. Pyckle. 
L'assunzione del farmaco trasforma la personalità del Dr. Pyckle in quella del cattivo Mr. Pride che terrorizza la città con indicibili atti come rubare gelati ai bambini o far scoppiare sacchetti di carta, spaventando le ignare signore che passano per la strada.
I cittadini seguono l'individuo che li terrorizza fino alla porta del suo studio ma, prima però che essi possano entrare nel suo laboratorio, Mr. Pryde ridiventa nuovamente il Dr. Pyckle. 
Il Dr. Pyckle rassicura gli abitanti di non aver visto nessun mostro ma, mentre parla, la pozione finisce nel piatto del suo cane.
Così mentre gli abitanti della città se ne vanno il Dr.Pyckle affronta il terribile cane.
La sua assistente (Julie Leonard) bussa alla porta proprio mentre il Dr. Pyckle sta trasformandosi nuovamente in Mr. Pryde.
Le urla richiamano la folla che torna allo studio e trova così Mr. Pryde.

## Cast
- Stan Laurel come Dr. Pyckle/Mr. Pryde
- Julie Leonard, assistente del Dr. Pyckle
- Pete the Dog
- Syd Crossley (piccolo ruolo non accreditato)
- Dot Farley (piccolo ruolo non accreditato)